# Lempira
Die Lempira ist seit dem 3. April 1926 die Währung von Honduras. Sie ist nach dem Kaziken Lempira der Lenca benannt, der von circa 1499 bis 1537 lebte und gegen die spanischen Eroberer kämpfte. Die ersten Lempira-Silbermünzen wurden 1931 geprägt, sie zeigen auf der Rückseite Lempiras Porträt mit Federkopfschmuck. Sie wurden mit einem Gewicht von 12,5 Gramm und aus Silber mit einem Feingehalt von 900/1000 geprägt. Heute zirkulieren Münzen zu 1, 2 (beide selten), 5, 10, 20 und 50 Centavos, sowie Banknoten zu 1, 2, 5, 10, 20, 50, 100, 200 und 500 Lempiras.